# БоксБалет
«БоксБалет» — короткометражный анимационный фильм Антона Дьякова, созданный на студии «Мельница» в 2019 году.
Сценарий Дьякова участвовал в конкурсе, проводившемся в рамках Большого фестиваля мультфильмов кинокомпанией СТВ и студией «Мельница». Победив, Антон Дьяков получил право на финансирование постановки, после чего в течение года работал над созданием фильма на студии в Санкт-Петербурге.
Премьера на большом экране состоялась на фестивале в Суздале в 2020 году.
Мультфильм был отмечен премией «Икар», победил в категории короткометражных мультфильмов на фестивале «Короче».
Номинант на премию «Ника-2021» в категории «Лучший анимационный фильм». Номинант на премию «Оскар-2022» в категории «Лучший анимационный короткометражный фильм».

## Сюжет
В центре сюжета — роман боксёра и балерины, которым приходится совершить моральный выбор: танцовщица отвергает домогательства балетмейстера, а спортсмен отказывается добиваться победы нечестными способами. В финале оба удаляются от дел, но очередной поворот российской истории делает их судьбу непредсказуемой.

## Критика
Кинокритик Лариса Малюкова отметила новый почерк Антона Дьякова: «Вместо легкого тактильного изображения («Костя», «Питон и сторож») — масляный, плотный стиль, очень яркий и выразительный». Она же похвалила сценарий мультфильма и качество монтажа.